# Система на Хепбърн
Системата на Хепбърн (ヘボン式 Hebon-shiki) е система за писане с латиница (ромаджи) на японски. Тя е въведена от преподобния Джеймс Къртис Хепбърн като транскрипция на японските звукове с латиница в неговия японско-английски речник, публикуван през 1867. Тази система понякога се нарича и Hyōjun-shiki (標準式) (стандартна система).
Оригиналният и преработените варианти на системата на Хепбърн остават най-популярният начин за транскрибиране на японски с латиница. На хората, които говорят английски той дава най-добрата представа за произношението на думите в съвременния японски. В Япония много млади хора научават латиницата при изучаване на английски и по тази причина възприемат системата на Хепбърн като доста удобна алтернатива на държавната латиница.

## Статут
Системата на Хепбърн се основава на английската, а не на японската фонология и по тази причина среща известна съпротива в Япония. Конкретни стъпки са предприети от японското правителство, когато на 21 септември 1937 г. издава постановление за въвеждане на алтернативна система – т.нар. държавна латиница (Kunrei), за официални цели. По време на окупацията на Япония това постановление бива отменено от главнокомандващия на съюзническите сили. През 1954 това постановление, с леки корекции, бива отново издадено, но без значителен ефект.
През 1972 модифицирана система на Хепбърн бива кодифицирана като стандарт Z39.11 – 1972 на ANSI. През 1989 бива предложена като проектостандарт на ISO, но бива отхвърлена в полза на държавна латиница Kunrei, която именно се приема като международен стандарт ISO 3602. Впоследствие стандартът Z39.11 – 1972 бива отменен на 6 октомври 1994 г.
Въпреки това, макар че е без юридически статут, системата на Хепбърн на практика остава като стандарт. В Япония системата на Хепбърн (също така и модифицирана) се използва при писане на латиница на:
- всички официални надписи (улични табели, пътни знаци, указателни табели и др.);
- надписите в Японските железници и други транспортни средства (автобуси, метро, други железопътни системи, самолети и т.н.)
- надписите и указателните табели в общински канцеларии и полицейски управления
- надписите в храмове и атракционни заведения
- вестници и телевизия
- градовете и префектурите
- публикациите на японското външно министерство
- официалната туристическа информация, издадена от японското правителство, както и всички пътеводители за Япония (местни и чуждестранни)
- изучаващите японски като чужд език обикновено научават системата на Хепбърн.

## Характерни черти на системата на Хепбърн
Основна черта на системата на Хепбърн е тази, че правописът се основава върху английската фонология. По-точно, там, където в съвременния японски е „нестабилна“ съгласна, в системата на Хепбърн тя се отразява според изговора, в съответствие с японското сричково писмо (кана), напр. し се пише shi, а не *si.

### Следлози
- Когато he (へ) се използва като следлог, се пише като e.
- Когато ha (は) се използва като следлог, се пише като wa.
- Когато wo (を) се използва като следлог, се пише като o.

### Дълги гласни
- Дългите гласни o и u се обозначават с чертичка над буквата, напр. дългото o се пише ō.
- В думи от японски или китайски произход, дългата гласна e се пише ei.
- В думи от японски или китайски произход, дългата гласна i се пише ii.
- В думи от чужд произход всички дълги гласни се обозначават с чертички над буквите.

### Други
- Сричкообразуващото n (ん) се пише като n преди съгласни, но като n' преди гласна и y.
  - В оригиналната система на Хепбърн този звук се пише като m преди други лабиални съгласни. Тази конвенция отпада в усъвършенстваната система на Хепбърн.
- Удвоените съгласни се отбелязват чрез удвояване на съгласна след っ, с изключение на sh→ssh, ch→tch.

### Разновидности
При обозначаване на дългите гласни ō и ū в системата на Хепбърн се наблюдават следните разновидности:
- Tōkyō: обозначаване с чертичка над буквата (стандартно).
- Tôkyô: обозначаване със знак за циркумфлекс (като заместител, излязло от употреба)
- Tokyo: не се обозначава изобщо (обикновено във всички японски думи, заети в английски).
- Tohkyoh: обозначаване с „h“. Тази разновидност е позната още и като „паспортен Хепбърн“, тъй като японското външно министерство е одобрило (но не изисква) тази употреба в паспортите [1].
- Toukyou: писане на знака от хирагана ō като ou и на ū като uu. Това понякога се нарича система уапуро, понеже така се въвежда текст на японски в текстов редактор (wādo purosessā) чрез клавиатура с латиница.

За думи от чужд произход обикновено се използват удвоени гласни, вместо чертички над буквите, напр. paatii за パーティー (от англ. „party“, парти) вместо pātī.
Някои лингвисти се противопоставят на използването на системата на Хепбърн, защото тя не предава правилно японските фонетични структури, окончания или свързващи думи. Поддръжниците изтъкват като довод това, че системата на Хепбърн не е предназначена за лингвистично средство, и че за такива цели трябва да се използва международната фонетична азбука (IPA).

## Модифицирана срещу оригинална система на Хепбърн
Оригиналната версия на системата на Хепбърн предава сричкообразуващото n ん като m пред съгласните p, b и m. Модифицираната система на Хепбърн, възприета и от Конгресната библиотека винаги предава сричкообразуващото n като n.

## Таблици, представящи системата на Хепбърн

### Захирагана
| あ a  | い i  | う u  | え e  | お o  | (ya)     | (yu)     | (yo)     |
| ----- | ----- | ----- | ----- | ----- | -------- | -------- | -------- |
|       |       |       |       |       |          |          |          |
| か ka | き ki | く ku | け ke | こ ko | きゃ kya | きゅ kyu | きょ kyo |
| さ sa | し si | す su | せ se | そ so | しゃ sya | しゅ syu | しょ syo |
| た ta | ち ti | つ tu | て te | と to | ちゃ tya | ちゅ tyu | ちょ tyo |
| な na | に ni | ぬ nu | ね ne | の no | にゃ nya | にゅ nyu | にょ nyo |
| は ha | ひ hi | ふ hu | へ he | ほ ho | ひゃ hya | ひゅ hyu | ひょ hyo |
| ま ma | み mi | む mu | め me | も mo | みゃ mya | みゅ myu | みょ myo |
| や ya |       | ゆ yu |       | よ yo |          |          |          |
| ら ra | り ri | る ru | れ re | ろ ro | りゃ rya | りゅ ryu | りょ ryo |
| わ wa | ゐ wi |       | ゑ we | を wo |          |          |          |
|       |       |       |       | ん n  |          |          |          |
|       |       |       |       |       |          |          |          |
| が ga | ぎ gi | ぐ gu | げ ge | ご go | ぎゃ gya | ぎゅ gyu | ぎょ gyo |
| ざ za | じ zi | ず zu | ぜ ze | ぞ zo | じゃ zya | じゅ zyu | じょ zyo |
| だ da | ぢ di | づ du | で de | ど do |          |          |          |
| ば ba | び bi | ぶ bu | べ be | ぼ bo | びゃ bya | びゅ byu | びょ byo |
| ぱ pa | ぴ pi | ぷ pu | ぺ pe | ぽ po | ぴゃ pya | ぴゅ pyu | ぴょ pyo |

Знаците в червено са излезли от употреба в съвременния японски.

### За стандартнатакатакана
| ア a  | イ i  | ウ u  | エ e  | オ o  |          |          |          |
| カ ka | キ ki | ク ku | ケ ke | コ ko | キャ kya | キュ kyu | キョ kyo |
| サ sa | シ si | ス su | セ se | ソ so | シャ sya | シュ syu | ショ syo |
| タ ta | チ ti | ツ tu | テ te | ト to | チャ tya | チュ tyu | チョ tyo |
| ナ na | ニ ni | ヌ nu | ネ ne | ノ no | ニャ nya | ニュ nyu | ニョ nyo |
| ハ ha | ヒ hi | フ hu | ヘ he | ホ ho | ヒャ hya | ヒュ hyu | ヒョ hyo |
| マ ma | ミ mi | ム mu | メ me | モ mo | ミャ mya | ミュ myu | ミョ myo |
| ヤ ya |       | ユ yu |       | ヨ yo |          |          |          |
| ラ ra | リ ri | ル ru | レ re | ロ ro | リャ rya | リュ ryu | リョ ryo |
| ワ wa | ヰ wi |       | ヱ we | ヲ wo |          |          |          |
|       |       |       |       | ン n  |          |          |          |
| ガ ga | ギ gi | グ gu | ゲ ge | ゴ go | ギャ gya | ギュ gyu | ギョ gyo |
| ザ za | ジ di | ズ zu | ゼ ze | ゾ zo | ジャ dya | ジュ dyu | ジョ dyo |
| ダ da | ヂ di | ヅ du | デ de | ド do |          |          |          |
| バ ba | ビ bi | ブ bu | ベ be | ボ bo | ビャ bya | ビュ byu | ビョ byo |
| パ pa | ピ pi | プ pu | ペ pe | ポ po | ピャ pya | ピュ pyu | ピョ pyo |

Знаците в червено са излезли от употреба в съвременния японски.